# Willys Rural
 (juin 2023).
La mise en forme du texte ne suit pas les recommandations de Wikipédia : il faut le « wikifier ».
Les points d'amélioration suivants sont les cas les plus fréquents. Le détail des points à revoir est peut-être précisé sur la page de discussion.
- Les titres sont pré-formatés par le logiciel. Ils ne sont ni en capitales, ni en gras.
- Le texte ne doit pas être écrit en capitales (les noms de famille non plus), ni en gras, ni en italique, ni en « petit »…
- Le gras n'est utilisé que pour surligner le titre de l'article dans l'introduction, une seule fois.
- L'italique est rarement utilisé : mots en langue étrangère, titres d'œuvres, noms de bateaux, etc.
- Les citations ne sont pas en italique mais en corps de texte normal. Elles sont entourées par des guillemets français : « et ».
- Les listes à puces sont à éviter, des paragraphes rédigés étant largement préférés. Les tableaux sont à réserver à la présentation de données structurées (résultats, etc.).
- Les appels de note de bas de page (petits chiffres en exposant, introduits par l'outil «  Source ») sont à placer entre la fin de phrase et le point final[comme ça].
- Les liens internes (vers d'autres articles de Wikipédia) sont à choisir avec parcimonie. Créez des liens vers des articles approfondissant le sujet. Les termes génériques sans rapport avec le sujet sont à éviter, ainsi que les répétitions de liens vers un même terme.
- Les liens externes sont à placer uniquement dans une section « Liens externes », à la fin de l'article. Ces liens sont à choisir avec parcimonie suivant les règles définies. Si un lien sert de source à l'article, son insertion dans le texte est à faire par les notes de bas de page.
- La présentation des références doit suivre les conventions bibliographiques. Il est recommandé d'utiliser les modèles {{Ouvrage}}, {{Chapitre}}, {{Article}}, {{Lien web}} et/ou {{Bibliographie}}. Le mode d'édition visuel peut mettre en forme automatiquement les références.
- Insérer une infobox (cadre d'informations à droite) n'est pas obligatoire pour parachever la mise en page.

Pour une aide détaillée, merci de consulter Aide:Wikification.
Si vous pensez que ces points ont été résolus, vous pouvez retirer ce bandeau et améliorer la mise en forme d'un autre article.
La Willys Rural est la première voiture à usage familial de type SUV, commercialisée aux États-Unis peu après la fin de la Seconde Guerre mondiale. Elle reposait sur la même plateforme de 104 pouces (2,64 mètres, une dimension standard chez nombre de constructeurs automobiles, encore au XXIe siècle) d'empattement que la Willys America.

## Histoire
Willys-Overland Motor Company est un constructeur de véhicules automobiles créé en 1912 à la suite du rachat de la société Overland Automobiles par John North Willys en 1908. Au cours de la Seconde Guerre mondiale il remporte l'appel d'offres de l'armée américaine pour la fourniture de petits véhicules légers qui vont servir lors du débarquement en Europe, la fameuse Jeep, en réalité la Willys MB et sa version civile, la Jeep CJ. En 1953,  John North Willys crée la société Willys-Overland Motor Company. Une fois la paix revenue, il cherche à diversifier sa gamme en proposant des véhicules toujours construits sur la plateforme de la Jeep Willys militaire de 1941. 

### Première génération
La Jeep Station Wagon a été lancée aux États-Unis en 1946. C'était le premier véhicule de ce genre avec une carrosserie entièrement métallique, contrairement aux véhicules avec une structure en bois, alors très courantes. Avec quelques différences mineures, le véhicule a aussi été produit dans d'autres pays, comme le Japon, fabriqué par Mitsubishi sous le nom "J37", l'Argentine, fabriqué par Industrias Kaiser Argentina (IKA) sous le nom d'Estanciera. Le modèle brésilien a été repensé en 1960 en s'inspirant de l'architecture moderne de la Brasilia. Ce dessin a accompagné le Rural jusqu'à la fin de sa production en 1983.
Au Brésil, à partir de 1956, Willis-Overland do Brasil a produit des versions 4X4 et 4X2  équipées de moteurs essence Willys six cylindres en ligne de 2,6 ou 3,0 litres de cylindrée importés des USA. Le moteur de 2,6 litres a été le premier moteur à essence fabriqué au Brésil. Il a également été monté sur d'autres véhicules Willys, tels que la Jeep et l'Aero. Le moteur 3,0 L, utilisant le même bloc, équipait l'Itamaraty. 
Le Rural pick-up est commercialisé en 1961. Il est aussi appelé Pick-Up Willys ou Pick-up Jeep et, à partir de 1975, Ford F-75. La version militaire, largement utilisée par les forces armées brésiliennes a été renommée F-85 lorsque la vente aux enchères des surplus de l'armée au grand public a été autorisée. En Argentine, ce modèle était connu sous le nom de "Baqueano". Le F-75 a été fabriqué par Ford do Brasil jusqu'en 1983.
De mi-1975, jusqu'à la fin de la production en 1983, le Rural a été fabriqué avec un moteur Ford, quatre cylindres de 2,3 litres de cylindrée. Dans toutes les versions, il avait une puissance de 90 ch SAE, suffisante à l'époque pour les caractéristiques du véhicule. En 1983, la production a pris fin, après avoir changé à plusieurs reprises d'appellation, totalisant environ 182.000 exemplaires,.
Le Rural Willys peut être considéré comme l'"ancêtre" des SUV actuels, car c'était un véhicule avec de la place pour la famille, robuste et à vocation tout-terrain.

### Deuxième génération
En 1967, Ford do Brasil rachète Willys-Overland do Brasil. Les anciens moteurs Willys vont progressivement être remplacés par des moteurs Ford. La marque Willys, renommée Ford-Willys disparaît en 1970 au profit de Ford do Brasil qui renomme le Willys Rural, Ford F-75.
En 1969, une version "de base" plus rustique est lancée et le moteur Willys 3,0 litres de l'Itamaraty vient compléter l'offre. Comme le 2,6 L, c'est un six cylindres en ligne, développant 132 ch SAE à 4.400 tr/min.
En 1970, Willys présente une version plus luxueuse, la Rural Luxo, qui se différencie par le moteur Willys 3000, le même que celui qui équipe le Ford Maverick, des pneus plus larges, des différentiels avec un rapport plus long (4 ,09:1) et des rétroviseurs sur les deux portières.
En 1975, la gamme est équipée du moteur Ford quatre cylindres de 2,3 litres associé à une boîte de vitesses à quatre rapports avec réducteur.
En 1977, Ford décide d'arrêter la fabrication du modèle Rural Station Wagon mais le Ford F-75 pick-up reste en production.

## Modèles produits à l'étranger
- Argentine : IKA

Le 27 avril 1956, la première Jeep IKA, une Willys CJ5 produite sous licence, a été fabriquée dans l'usine de Santa Isabel à Córdoba, en Argentine. Le constructeur IKA a fabriqué différentes version de Jeep Willys jusqu'au 30 mars 1978. En 22 ans, plus de 85.000 exemplaires ont été fabriqués.
- Japon : Mitsubishi Jeep[4]

En 1949, Kaiser-Willys crée une agence commerciale au Japon avec la société Kurashiki Rayon pour la commercialisation de la Jeep CJ civile. En 1950, le gouvernement américain fiat suspendre la vente des modèles au Japon pour réserver les véhicules à l'armée américaine impliquée dans la guerre de Corée.
En 1952, un contrat de sous-traitance pour l'assemblage local en CKD est signé avec Mitsubishi Motors. La première Mitsubishi Jeep J1 est assemblée en février 1953. 
En mars 1956, Mitsubishi produit la première Jeep J3 sans aucune pièce importée des USA. Dès les années suivantes, plusieurs modèles dérivés de la Jeep Willys seront créées : J24-A, similaire au petit camion militaire Jeep Type 73 qui sera fabriqué jusqu'en juin 1986,
En décembre 1954, fabrication du 1er moteur Willys Hurricane 4 par Mitsubishi.
La Jeep a été produite par Mitsubishi Motors à partir de mars 1956 (février 1953 en CKD) à juin 1998 ; 202.765 exemplaires ont été fabriqués au Japon.
- Inde : Mahindra

Le constructeur automobile indien Mahindra a acquis la licence pour construire des Jeeps Willys en 1947 et a commencé à assembler la Willys CJ3B que Mahindra n'a jamais cessé de fabriquer. La dernière itération de la Jeep est la Mahindra Thar, dont le style de carrosserie est basé sur la Jeep CJ5. À l'origine, le Willys CJ3A et le Willys MB assemblés en Inde par Mahindra, portaient la marque Willys.
- Turquie : Turk-Willys Overland

La Jeep Willys CJ-3B a été construite par Türk Willys Overland dans la province de Kocaeli. C'était la première usine de véhicules tout-terrain à ouvrir en Turquie, en 1954. Elle était produite sous la marque Tuzla 1013.